# Lee Jong-cheon
Lee Jong-cheon (kor. 이종천; * 20. August 1999 in Jeonju) ist ein südkoreanischer Fußballspieler.

## Karriere
Lee Jong-cheon erlernte das Fußballspielen in den Jugendmannschaften des Jeongeup Danpung FC und des Gimpo FC, in der Schulmannschaft der Jeonju Haesung Middle School sowie in der Universitätsmannschaft der Cyber Hankuk University of Foreign Studies. Seinen ersten Vertrag unterschrieb er am 1. Januar 2021 beim Cheongju FC. Das Fußballfranchise aus der Stadt Cheongju spielte in der dritten Liga. Für Cheongju bestritt er zwei Drittligaspiele. Bei dem Verein stand er bis Mitte des Jahres unter Vertrag. Die zweite Jahreshälfte spielte er in Siheung beim Viertligisten Siheung Citizen FC. Von Januar 2022 bis Anfang Juli 2022 war er vertrags- und vereinslos. Am 6. Juli 2022 ging er nach Thailand, wo er einen Vertrag beim Zweitligisten Suphanburi FC unterschrieb. Sein Debüt in der zweiten Liga gab er am 14. August 2022 (1. Spieltag) im Heimspiel gegen den Customs United FC. Bei dem 2:0-Sieg stand er in der Startelf und spielte die kompletten 90 Minuten. Nach insgesamt 32 Ligaspielen für den Verein aus Suphanburi wurde sein Vertrag im Sommer 2023 nicht verlängert. Im Juli 2023 nahm ihn der ebenfalls in der zweiten Liga spielende Kasetsart FC aus der Hauptstadt Bangkok unter Vertrag. Nach 16 Ligaspielen wurde sein Vertrag im Dezember 2023 nicht verlängert. Nach einem halben Jahr Vertragslosigkeit unterschrieb er im Sommer 2024 einen Vertrag beim Erstligaaufsteiger Nakhon Ratchasima FC. Nach einer Spielzeit, in der er 25 Ligaspiele bestritt, wurde sein Vertrag im Sommer 2025 nicht verlängert. Anfang Juli 2025 nahm ihn der Zweitligist Mahasarakham SBT FC unter Vertrag.